# Septicflesh
Septicflesh, ranije Septic Flesh, grčki je simfonijski death metal sastav osnovan 1990. godine u Ateni. Osnovala su ga braća Antoniou - Spiros i Christos – s gitaristom Sotirisom Vayenasom. Glazbeni stil sastava jest kombinacija death metala sa simfonijskim elementima.
Godine 2003. sastav se razišao. Godine 2007. ponovno se aktivirao i 2008. je objavio sedmi album Communion. Do danas je sastav objavio deset studijskih albuma, a najnoviji Codex Omega objavljen je u rujnu 2017. godine.

## Članovi sastava
Sadašnja postava
- Spiros A. - vokali, bas-gitara (1990. – 2003., 2007. –)
- Christos A. - gitara, klavijature (1990. – 2003., 2007. –)
- Sotiris V. - gitara, vokali, klavijature (1990. – 2003., 2007. –)
- Kerimh Lechner - bubnjevi (2014. –)

Bivši članovi
- Fotis Benardo - bubnjevi (2003., 2007. – 2014.)
- Kostas Sawidis - bubnjevi (1997. – 1998.)
- Alexander Haritakis - bubnjevi (1999. – 2003.)
- Bob Katsionis - klavijature (2003.)
- George "Magus Wampyr Daoloth" Zaharopoulos - klavijature (2000. – 2003.)
- Dimitris Valasopoulos - bubnjevi (1990. – 1991.)

## Diskografija
Studijski albumi
- Mystic Places of Dawn (1994.)
- Esoptron (1995.)
- Ophidian Wheel (1997.)
- A Fallen Temple (1998.)
- Revolution DNA (1999.)
- Sumerian Daemons (2003.)
- Communion (2008.)
- The Great Mass (2011.)
- Titan (2014.)
- Codex Omega (2017.)
- Modern Primitive (2022.)

EP-ovi
- Temple of the Lost Race (1991.)
- The Eldest Cosmonaut (1998.)

Koncertni albumi
- Infernus Sinfonica MMXIX (2020.)

## Vanjske poveznice
- Službena stranica